# مجلس مقاطعة بيل المدرسي

شعار مجلس مقاطعة بيل المدرسي

مجلس مقاطعة بيل المدرسي (بالإنجليزية: Peel District School Board)‏ هو مجلس عام كندي للتعليم.

## تعليم
- ميسيساغا
- برامبتون (أونتاريو)

## وصلات خارجية
- مجلس مقاطعة بيل المدرسي (بالإنجليزية)
  - Arabic (بالعربية)